# Сперри, Роджер
Ро́джер Уо́лкотт Спе́рри (англ. Roger Wolcott Sperry; 20 августа 1913, Хартфорд, Коннектикут, США — 17 апреля 1994, Пасадина, Калифорния, США) — американский нейропсихолог, профессор психобиологии и лауреат Нобелевской премии по физиологии и медицине 1981 года.
Известен своими исследованиями функциональной асимметрии полушарий мозга и экспериментами с так называемым расщеплённым мозгом. Сперри также разработал гипотезу хемоаффинности, объясняющую, как нейроны соединяются с целевыми органами при помощи химических меток. Работы Сперри стали основой для исследований в области латерализации мозга и изучения природы сознания, его научное наследие продолжает влиять на современные нейробиологические и философские исследования.

## Ранние годы и образование
Роджер Сперри родился 20 августа 1913 года в Хартфорде, штат Коннектикут, в семье Джорджа Сперри и Флоры Сперри. Он вырос на ферме, где с ранних лет проявил интерес к природе. Он учился в государственной школе Хартфорда. В старшей школе Сперри был выдающимся спортсменом, установив рекорд штата в метании копья, и участвовал в нескольких видах спорта. Благодаря своим академическим и спортивным достижениям, Сперри получил полную стипендию для обучения в Оберлинском колледже в Огайо. Он окончил колледж в 1935 году со степенью бакалавра по литературе и продолжал активно заниматься спортом, будучи капитаном баскетбольной команды и участвуя в бейсболе, футболе и лёгкой атлетике.
Сперри продолжил обучение в Оберлинском колледже для получения степени магистра по психологии, которую получил в 1937 году, работая в лаборатории Стетсона. Затем он поступил в Чикагский университет, где в 1941 году получил степень доктора философии по зоологии под руководством известного нейробиолога Пола Вайса.
В это время он написал свои первые серьёзные работы, где показал, что нервные клетки млекопитающих запрограммированы на определённую функцию с помощью химических маркеров на стадии эмбрионального развития. Эту идею Р. Сперри назвал гипотезой хемоаффинности (англ. Chemoaffinity hypothesis), она отличалось от общепринятой на тот момент концепции Вайса о недифференцированности нервных клеток, где каждая клетка обретает или меняет свою функцию в результате обучения.
После получения докторской степени Сперри несколько лет работал с Карлом С. Лэшли в Гарварде и в Национальном исследовательском центре приматов Йеркса (англ. Yerkes National Primate Research Center) во Флориде. Потом он вернулся в Чикагский университет в качестве преподавателя. В 1954 году Сперри был приглашён на должность профессора в Калифорнийском технологическом институте, где провёл наиболее известные из своих экспериментов.

## Синдром «расщеплённого мозга»
В конце 1950-х и начале 1960-х годов Сперри и его ученики исследовали физиологические и поведенческие эффекты разделения двух полушарий мозга. Эти эксперименты включали разделение мозолистого тела, в процессе, известном как каллозотомия. Исследования начинались с кошек и обезьян.
Сначала Сперри с учениками провели операцию на кошке, разрезав мозолистое тело и перекрёст зрительных нервов. В результате каждое полушарие стало управлять только тем глазом и той частью тела, которые находятся на его стороне, не обмениваясь информацией с другим полушарием. Исследователи выявили, что если кошке закрыть повязкой левый глаз и обучить её проходить лабиринт, то при смене повязки на другой глаз кошке нужно было учиться проходить лабиринт заново. Таким образом, каждое полушарие у кошки стало работать как отдельная когнитивная система.
У обезьян разрезание мозолистого тела имело более сложные последствия — каждое полушарие стало контролировать движения и визуальные восприятия противоположной стороны тела. Учёные установили, что при выполнении задач на тестовом аппарате у обезьян наблюдались трудности. Например, если обезьяна видела объект правым глазом, но использовала левую руку для манипуляции аппаратом, то обезьяна будто бы не видела объект и неправильно отвечала на задание.
Эксперименты на людях показали, что после разделения мозолистого тела, мозг человека терял связь между полушариями и каждое становилось обладателем сознательного разума. Такое состояние стали называть синдромом «расщеплённого мозга» (англ. Split-brain). Хотя у пациентов с таким синдромом оба полушария обладали полным набором чувств, только левое могло говорить и писать. Поэтому объект, увиденный в левом поле зрения (обрабатываемый правым полушарием), пациент не мог назвать или написать.
Хотя общение с правым полушарием было затруднено, исследователи смогли наладить его, используя специальный аппарат. Так, один из пациентов на вопрос о желаемой профессии вербально ответил «чертежник», но с помощью левой руки (управляемой правым полушарием) составил на аппарате слово «автогонщик».
Сам Сперри так интерпретировал результаты своих исследований по расщеплённому мозгу:
...правое полушарие это самостоятельная сознательная система, которая воспринимает, мыслит, запоминает, рассуждает, желает и испытывает эмоции на характерно человеческом уровне. Более того, как левое, так и правое полушария могут быть сознательными одновременно, испытывая различные, а иногда даже противоречащие друг другу, ментальные переживания, которые происходят параллельно.Роджер Сперри
.
Помимо этого было показано что левое полушарие доминирует в языковых и аналитических функциях, в то время как правое отвечает за пространственное восприятие, интуицию и обработку невербальной информации.
За свои работы по изучению «расщепленного мозга» Роджер Сперри получил Нобелевскую премию по физиологии и медицине в 1981 году, они также положили начало новым направлениям исследований в области нейробиологии и философии.

## Личная жизнь
В 1949 году Сперри женился на Норме Гэй Деупри. У них родились сын, Гленн Майкл, и дочь, Джанет. О Сперри отзывались как о застенчивом и молчаливом человеке, который любил отдалённые места, рыбалку и окаменелости. Сперри умер от сердечного приступа 17 апреля 1994 года в городе Пасадина, Калифорния, США.